# Alejandro Carriles
Alejandro Carriles, né le 11 juillet 1997, est un coureur cycliste cubain, membre de l'équipe La Habana.

## Biographie
En début d'année 2018, Alejandro Carriles se montre à son avantage sur des courses cubaines. Tout d'abord, il remporte le classement général de la Copa Nacional de Ciclismo contra el Terrorismo Fabio Di Celmo. Peu de temps après, il s'impose sur la sixième étape du Clásico Nacional de Ciclismo Baracoa-La Habana. En juillet, il figure parmi la délégation cubaine envoyée à Barranquilla en Colombie pour les Jeux d'Amérique centrale et des Caraïbes. Sur piste, il décroche la médaille de bronze de l'omnium[réf. souhaitée].

## Palmarès sur route
- 2016
  - 3e du championnat de Cuba du contre-la-montre espoirs

## Palmarès sur piste

### Jeux d'Amérique centrale et des Caraïbes
- Barranquilla 2018
  -  Médaillé de bronze de l'omnium